# Геннадий (Туберозов)
Епи́скоп Генна́дий (в миру Алекса́ндр Влади́мирович Туберо́зов; 23 августа 1875, село Рукино, Кирилловский уезд, Новгородская губерния — 1 июня 1923, Псков) — епископ Православной российской церкви, епископ Псковский и Порховский.

## Биография
Родился 23 августа 1875 года в селе Рукино Кирилловского уезда Новгородской губернии (ныне — Кирилловский район, Вологодская область) в бедной семье сельского дьячка.
Окончил Кирилловское духовное училище (1889) и Новгородскую духовную семинарию (1895).
В 1895 году определён помощником миссионера в Крестецкий, Валдайский и Демянский уезды Новгородской епархии.
С 23 сентября 1896 года преподаватель Духовской церковно-приходской школы в Новгороде.
29 августа 1897 года принял монашеский постриг с именем Геннадий. 1 сентября назначен надзирателем за учениками в Новгородскую духовную семинарию, 21 сентября 1897 года рукоположён во иеромонаха.
В 1898 году был направлен в Бийск Алтайского округа Томской епархии, где нёс послушание преподавателя катехизаторского миссионерского училища.
В 1900 году поступил в Санкт-Петербургскую духовную академию, которую закончил со степенью кандидата богословия.
В 1904 году назначен преподавателем гомилетики и литургики в Санкт-Петербургской духовной семинарии.
С 1906 года соборный иеромонах Александро-Невской лавры. Переделал подаренный ему дом в селе Ново-Александровском под храм во имя преподобного Серафима Саровского, устроил при нём читальню и детский приют.
В 1909 году определён настоятелем Печерского Вознесенского монастыря Нижегородской епархии с возведением в сан архимандрита.
27 сентября 1909 года хиротонисан во епископа Балахнинского, викария Нижегородской епархии. Хиротонию совершали: митрополит Санкт-Петербургский и Ладожский Антоний (Вадковский) с другими епископами в Свято-Троицком соборе Александро-Невской Лавры.
Организовал при обители школу-столовую для беднейших детей. Председатель Нижегородского епархиального училищного совета при Братстве св. кн. Георгия, совета братства Святого Креста и строительного комитета по реставрации Макариевского монастыря.
С 20 марта 1914 года — епископ Нарвский, третий викарий Санкт-Петербургской епархии.
Председатель Петроградского епархиального комитета по организации помощи беженцам (1915), награждён орденами святой Анны I степени (1915) и святого Владимира III (1912) и II степени (1916), председатель совета Братства приходских советов Петрограда и епархии (1917), председательствовал на его чрезвычайном собрании (1918).
После избрания 24 мая 1917 года епископа Гдовского Вениамина (Казанского) на Петроградскую кафедру стал его ближайшим помощником.
Член Поместного собора Православной российской церкви 1917—1918, участвовал в 3-й сессии, член XV отдела.
В 1919 году временно управлял Рижской епархией.
2 февраля 1920 года назначен епископом Псковским и Порховским. Всю свою энергию направил на восстановление порушенных войной и оскверненных воинскими постоями храмов, укреплению православия.
Арестован 8 августа 1922 года по обвинению «контрреволюционной агитации против Советской власти, сокрытии церковных ценностей». Спустя немногим более двух недель со времени ареста после многочисленных ходатайств верующих епископ был освобождён под подписку о невыезде.
Направил в адрес обновленческого Высшего церковного управления приветственную телеграмму, возглавил епархиальный комитет «Живой церкви», но активно противодействовал обновленцам, председательствовал на чрезвычайном епархиальном собрании духовенства и мирян во Пскове.
После освобождения поселился в Псковском Иоанновском женском монастыре, где скончался от аппендицита 18 мая 1923 года. Погребён на монастырском кладбище, впоследствии останки перенесены в архиерейскую усыпальницу под Троицким кафедральным собором Пскова.